# Campitelli
Campitelli è il decimo rione di Roma, indicato con R. X.
Il nome, che ancora in età medievale era declinato al singolare (Campitello), si ritiene comunemente derivi da Capitolium, luogo in cui sorgeva il tempio più importante di Roma antica, quello della Triade Capitolina di Giove, Giunone e Minerva. Secondo altre opinioni, vista anche la diffusione del toponimo Campitelli fuori dall'Urbe, l'etimologia verrebbe da Campus Telluris, ovvero 'campo sterrato'; con buona probabilità tuttavia l'etimologia fa riferimento al Campus minor, denominazione con cui era conosciuta l'area già nel I secolo a.C. testimoniata da Catullo (55,3).
L'area del rione si caratterizza per la presenza di siti archeologici, museali, istituzionali e delle immancabili chiese, con poco spazio per edifici residenziali facendone, con appena 516 abitanti, il rione meno popolato di Roma.

## Geografia fisica
Il territorio del rione comprende i colli del Campidoglio e del Palatino.

### Territorio
Il rione confina con:
- Pigna: via e piazza San Marco
- Trevi: piazza Madonna di Loreto
- Monti: via dei Fori imperiali
- Celio: via di San Gregorio

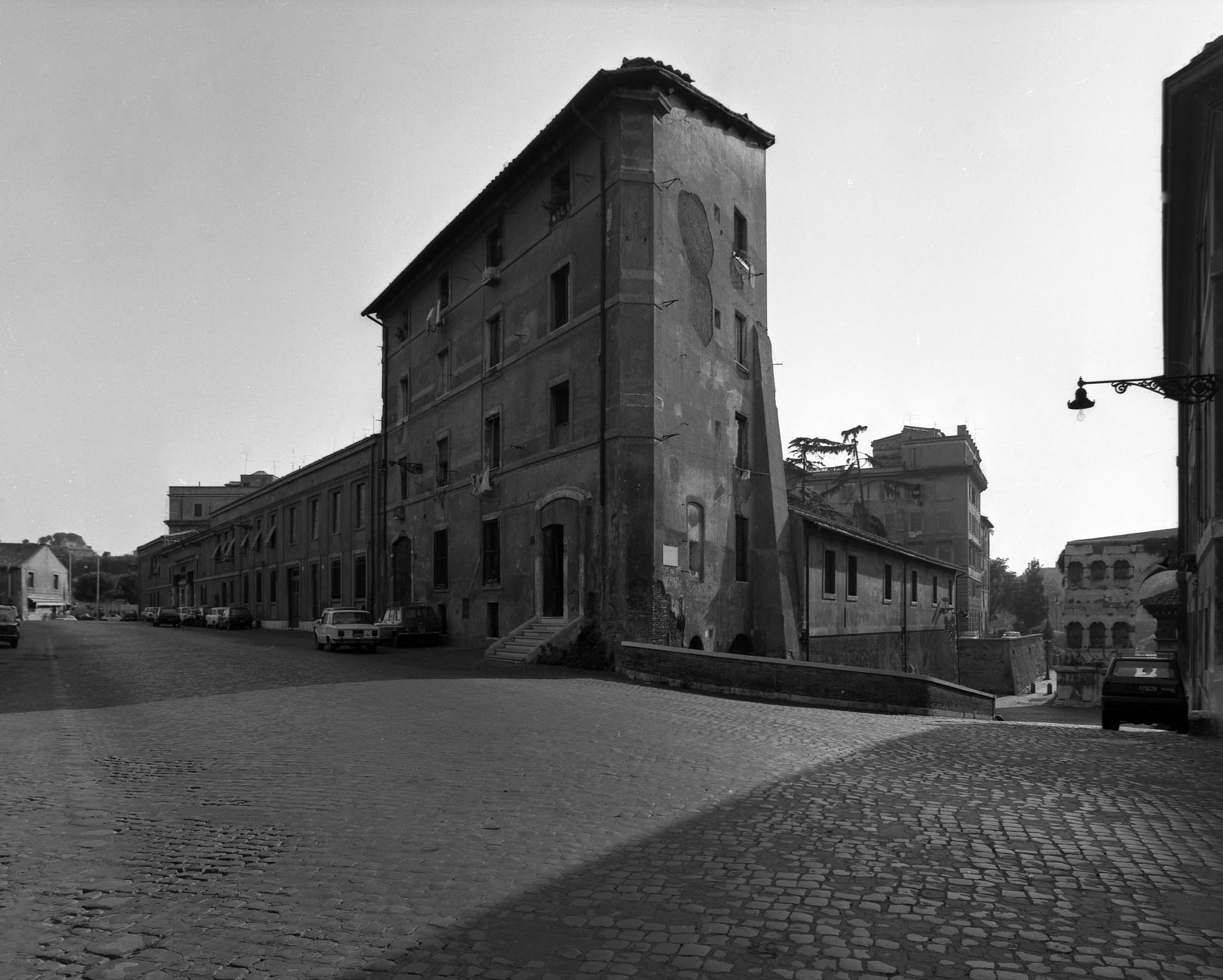
Via di San Teodoro

- Ripa: via dei Cerchi, piazza Santa Anastasia, via di San Teodoro, via dei Fienili, piazza della Consolazione, vico Jugario, via di Monte Caprino
- Sant'Angelo: via Montanara, piazza di Campitelli, via Cavalletti, via dei Delfini, piazza e vicolo Margana, via dell'Aracoeli

## Storia
Nell'area del rione rientrano le principali vestigia del passato di Roma antica: dal Palatino al Campidoglio, all'area del Foro Romano compresa tra i due colli.
Nel corso del medioevo iniziò a delinearsi la nuova divisione della città in dodici rioni: a quel tempo questo era il dodicesimo rione, Campitelli in Sancti Adriani, con riferimento all'antica chiesa di Sant'Adriano al Foro Romano. A partire dalla metà del XII secolo, il Palazzo Senatorio sul Campidoglio divenne sede della massima autorità civica di Roma medievale, il Senatore di Roma. Il palazzo e la basilica di Santa Maria in Aracoeli offrono le uniche testimonianze rimanenti dell'edilizia medievale di Campitelli.
Ulteriori modifiche urbanistiche furono apportate tra il 1536 e il 1546 da Michelangelo, cui Papa Paolo III aveva affidato la risistemazione del Campidoglio e dell'omonima piazza per accogliervi Carlo V del Sacro Romano Impero. Il progetto michelangiolesco fu ultimato solo nel XVIII secolo da Carlo Rainaldi, cui si deve la costruzione della barocca chiesa di Santa Maria in Portico in Campitelli, che diede il nome all'omonima piazza, in precedenza piazza Capizucchi dalla nobile famiglia che vi dimorava in Palazzo Capizucchi.
La fisionomia del rione fu però radicalmente alterata soltanto tra '800 e '900 dalla costruzione del monumento a Vittorio Emanuele II e dagli sventramenti del ventennio fascista, caratterizzati dalla sistematica demolizione degli edifici di epoca medievale. Nel 1921 da Campitelli fu distaccato il territorio che andò a formare il nuovo R. XIX Celio.

### Stemma
Testa di drago nera in campo bianco.
La scelta del simbolo deriva dalla leggenda secondo cui un drago che infestava il Foro Romano fu cacciato da papa Silvestro I.

## Monumenti e luoghi d'interesse

### Architetture civili
- Palazzo Albertoni Spinola, su piazza Campitelli.
- Palazzo Astalli, su via di S. Marco.
- Palazzo Caffarelli al Campidoglio, su piazzale Caffarelli.
- Palazzo Capizucchi, su piazza di Campitelli.
- Palazzo Cavalletti, sulla via omonima
- Palazzo dei Conservatori, su piazza del Campidoglio.
- Palazzo Fani, su piazza d'Aracoeli. Edificio in stile manierista del XVII secolo (1575).

Progetto dell'architetto Giacomo Della Porta, sopraelevazione di Giovanni Battista Giovenale (1885-88).
- Palazzo Maccarini Odescalchi, su piazza Margana. Edificio in stile manierista del XVII secolo.
- Palazzo Massimo di Rignano poi Colonna, su piazza d'Aracoeli. Edificio in stile manierista del XVII secolo (1696).

Progetto dell'architetto Carlo Fontana.
- Palazzo Muti Bussi, su via di S. Venanzio.
- Palazzo Nuovo, su piazza del Campidoglio.
- Palazzo Senatorio, su piazza del Campidoglio.

### Architetture religiose
- Basilica di Santa Maria in Aracoeli
- Basilica di Santa Francesca Romana
- chiesa di San Bonaventura al Palatino
- Chiesa di San Sebastiano al Palatino
- Basilica dei Santi Cosma e Damiano
- Chiesa di San Lorenzo in Miranda
- Chiesa di Santa Maria Antiqua
- Chiesa dei Santi Luca e Martina
- Chiesa di San Giuseppe dei Falegnami
- Chiesa di Santa Maria Annunziata a Tor de' Specchi
- Chiesa di Santa Maria della Consolazione
- Chiesa di San Teodoro al Palatino
- Basilica di Sant'Anastasia al Palatino

Sconsacrate
- Chiesa di San Biagio de Mercato
- Chiesa di Sant'Adriano al Foro Romano
- Chiesa di Santa Maria delle Grazie al Foro Romano

Scomparse
- Chiesa di Sant'Andrea in Vincis
- Chiesa di Santa Maria in Vincis
- Chiesa delle Sante Orsola e Caterina
- Chiesa di San Lorenzo in Nicolanaso
- Chiesa di Santa Maria Liberatrice al Foro Romano
- Chiesa dei Santi Venanzio e Ansovino
- Chiesa dei Santi Sergio e Bacco al Foro Romano
- Oratorio di San Gregorio Taumaturgo
- Oratorio di Santa Maria del Riscatto

### Siti archeologici
- Foro Romano
- Palazzi imperiali del Palatino
- Carcere Mamertino
- Regia
- Casa delle Vestali
- Domus Augustana
- Domus Flavia
- Domus Severiana
- Stadio palatino
- Insula dell'Ara Coeli
- Curia
- Palazzo di Domiziano
- Via Claudia

#### Templi
- Tempio di Antonino e Faustina
- Tempio di Castore e Polluce
- Tempio del Divo Giulio
- Tempio del Divo Romolo
- Tempio di Venere e Roma
- Tempio di Vesta

#### Basiliche
- Basilica di Massenzio
- Basilica Giulia

#### Archi e colonne
- Arco di Settimio Severo
- Arco di Tito
- Colonna di Foca

### Altro
- Vittoriano, monumento nazionale a Vittorio Emanuele II di Savoia, detto anche Altare della Patria.
- Cordonata Capitolina e Monumento a Cola di Rienzo
- Marforio
- Lapis niger

## Musei
- Musei Capitolini
- Museo centrale del Risorgimento al Vittoriano

## Geografia antropica

### Piazze
- Piazza del Campidoglio
- Piazza del Colosseo
- Piazza Venezia
- Piazza di Campitelli
- Piazza d'Aracoeli

### Strade
- Via dei Fori Imperiali